# Asplången
Asplången är en sjö i Norrköpings kommun och Söderköpings kommun i Östergötland och ingår i Söderköpingsåns huvudavrinningsområde. Sjön är 6 meter djup, har en yta på 2,29 kvadratkilometer och befinner sig 27 meter över havet. Sjön avvattnas av vattendraget Lillån.
Sjön ligger strax nordväst om Västra Husby. I öst-västlig riktning sträcker sig Asplången ca fem kilometer, medan den aldrig blir bredare än ca en kilometer. Sjön genomkorsas från öst till väst av Göta kanal. Hulta sluss ligger i anslutning till den västra kanalmynningen.

## Delavrinningsområde
Asplången ingår i delavrinningsområde (648669-151842) som SMHI kallar för Utloppet av Asplången. Medelhöjden är 51 meter över havet och ytan är 25,12 kvadratkilometer. Räknas de 4 avrinningsområdena uppströms in blir den ackumulerade arean 93,61 kvadratkilometer. Lillån som avvattnar avrinningsområdet har biflödesordning 3, vilket innebär att vattnet flödar genom totalt 3 vattendrag innan det når havet efter 17 kilometer. Avrinningsområdet består mestadels av skog (47 procent), öppen mark (11 procent) och jordbruk (27 procent). Avrinningsområdet har 2,28 kvadratkilometer vattenytor vilket ger det en sjöprocent på 9,1 procent. Bebyggelsen i området täcker en yta av 1,15 kvadratkilometer eller 5 procent av avrinningsområdet.